# Abu 'Ali al-Khayyat
Abū ʿAlī al-Khayyāṭ, noto anche in Occidente come Albohali (in arabo أبو علي الخياط‎?; Baghdad, 770 circa – 835 circa), è stato un astrologo arabo, studente di Masha'allah ibn Athari.

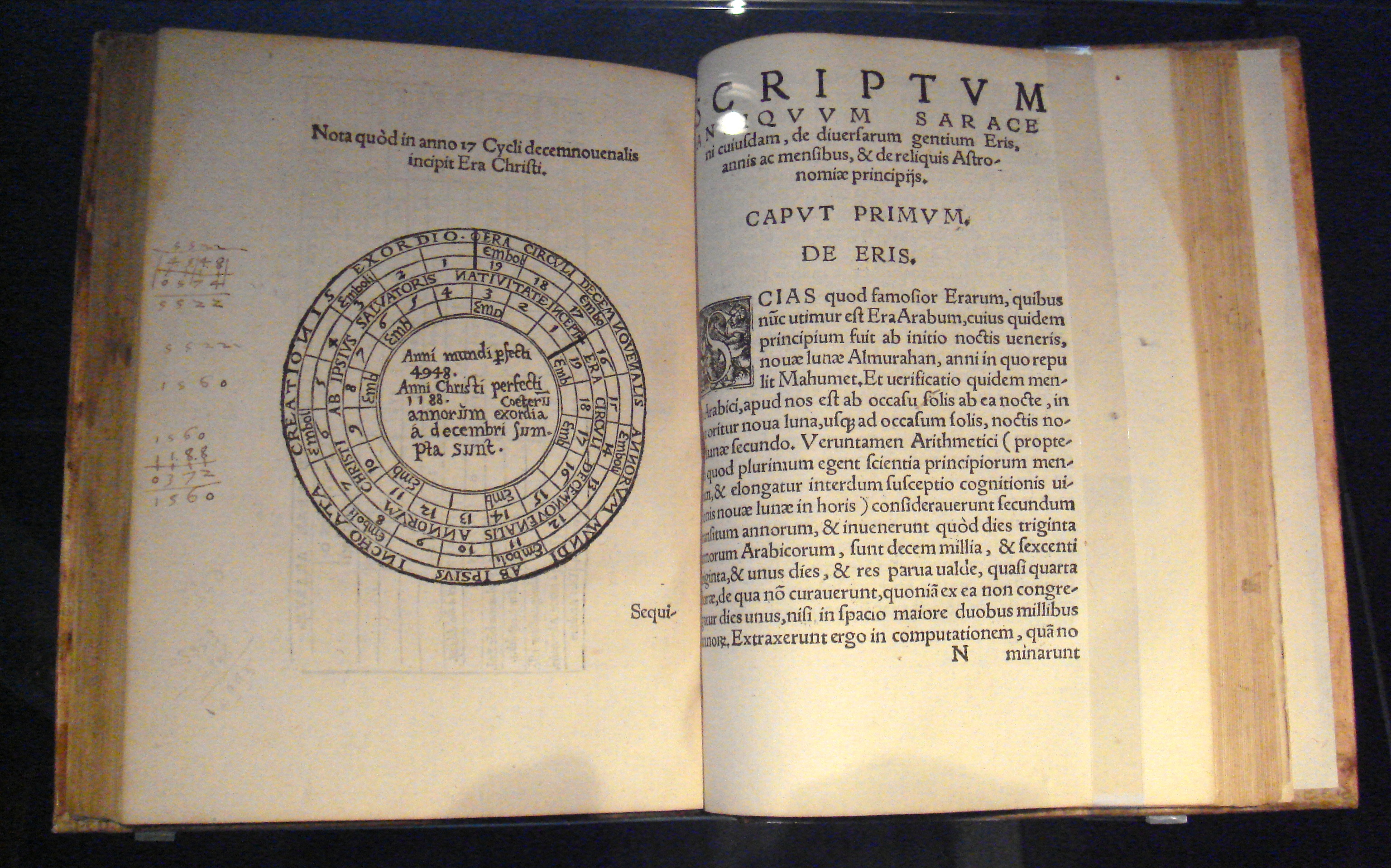
Edizione di De Iudiciis Natiuitatum di Albohali, Norimberga, 1546.

In alcuni libri in latino il laqab "al-Khayyāṭ" (il sarto), con cui di solito è indicato nel mondo arabo, è storpiato in Alghihac, oppure è tradotto letteralmente come sarcinator, cioè "sarto".
Fu autore della celebre opera astrologica Kitāb al-mawālid (tr. "Il libro delle nascite"), che fu tradotto in latino da Platone Tiburtino nel 1136, e ancora da Giovanni da Siviglia nel 1153. Quest'ultima traduzione fu stampata a Norimberga nel 1546 sotto il titolo Albohali Arabis astrologi antiquissimi ac clarissimi de iudiciis nativitatum liber unus antehac non editus. Cum privilegio D. Iohanni Shonero concesso e ristampata nel 1549 sempre a Norimberga, da Giovanni Montano, con una dedica di Joachim Heller a Filippo Melantone. 